# Wormerland
Wormerland er kommune i Holland, i provinsen Nordholland med ca. 15.000 indbyggere. 

## Befolkningscentre
Kommunen Wormerland består af de følgende byer, landsbyer og/eller distrikter: Jisp, Neck, Oostknollendam, Spijkerboor, Wijdewormer og Wormer.
Kommunen grænser op til Beemster, Graft-De Rijp, Zaanstad, Oostzaan, Landsmeer og Purmerend.

## Fodnoter
1. ↑  CBS, Statline

52°30′32″N 4°52′16″Ø / 52.509°N 4.871°Ø